# Herb Włoszczowy
herb Włoszczowy – jeden z symboli miasta Włoszczowa w postaci herbu.

## Wygląd i symbolika
Herb przedstawia na tarczy dzielonej w pas, potem dół w słup. W górnym polu złotym dwie czerwone wieże, z prawej (heraldycznie) wychyla się głowa białego konia, z lewej gołąb, w polu dolnym prawym czerwonym pół orła srebrnego, w polu dolnym lewym czerwonym czarna majuskuła „K” w złotej koronie.
głowa białego konia – element herbu Starykoń Szafrańców – byłych właścicieli Włoszczowy.
Litera „K” w koronie – nawiązuje do przynależności do dawnego województwa kieleckiego (herb Kielc).

## Historia
Wizerunek herbu ewoluował od połowy XVI w. Nie zmieniała się jego górna część, czyli rysunek dwóch wież.